# カリー・ボリー
カリー・ボリー（ヒンディー語: खड़ी बोली）とは、中世インドにおけるインド＝アーリア諸語に属する言語の一つで、北西インドを中心に使用された。現在のヒンドゥスターニー語の祖語であるが、本来のカリー・ボリーは数多くの姉妹言語たちと同様ほとんどの語彙語法がサンスクリット・プラークリットに由来するものだった。現在のヒンドゥスターニー語に見られるアラブ＝ペルシア式語法は後代になってのものである。